# Neufmaison (Ardennes)
Neufmaison est une commune française, située dans le département des Ardennes en région Grand Est.

## Géographie

### Localisation
Neufmaison qui est située à une altitude comprise entre 197 et 319 m a une superficie de 7,06 km2 et est rattachée à la communauté de communes des Crêtes Préardennaises.

### Communes voisines
Remilly-les-Pothées ; Vaux-Villaine ; Rouvroy-sur-Audry ;  Clavy-Warby ; Lépron-les-Vallées ; Thin Le Moutier

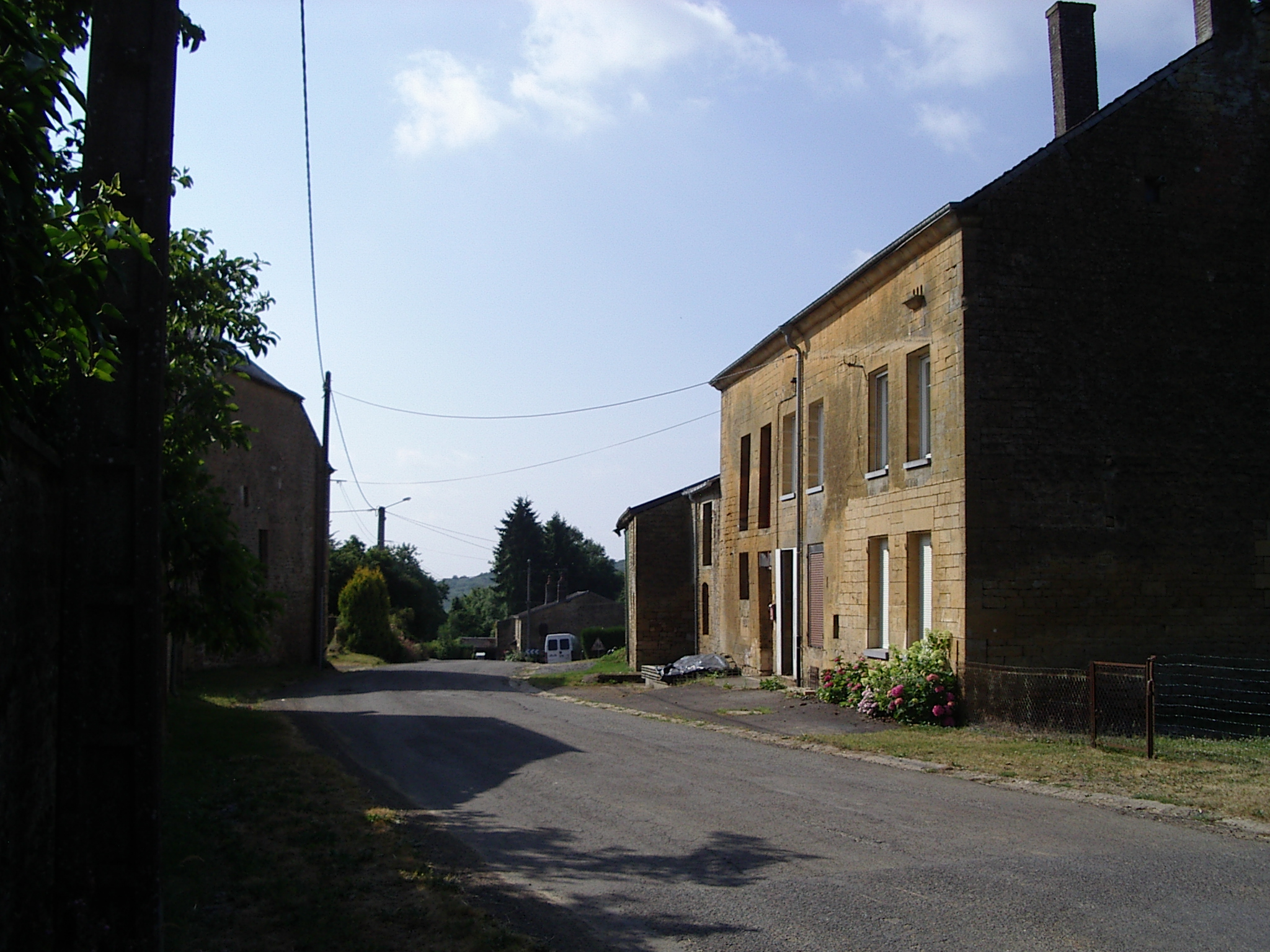

### Hydrographie
La commune est dans le bassin versant de la Meuse au sein du bassin Rhin-Meuse. Elle n'est drainée par aucun cours d'eau,.

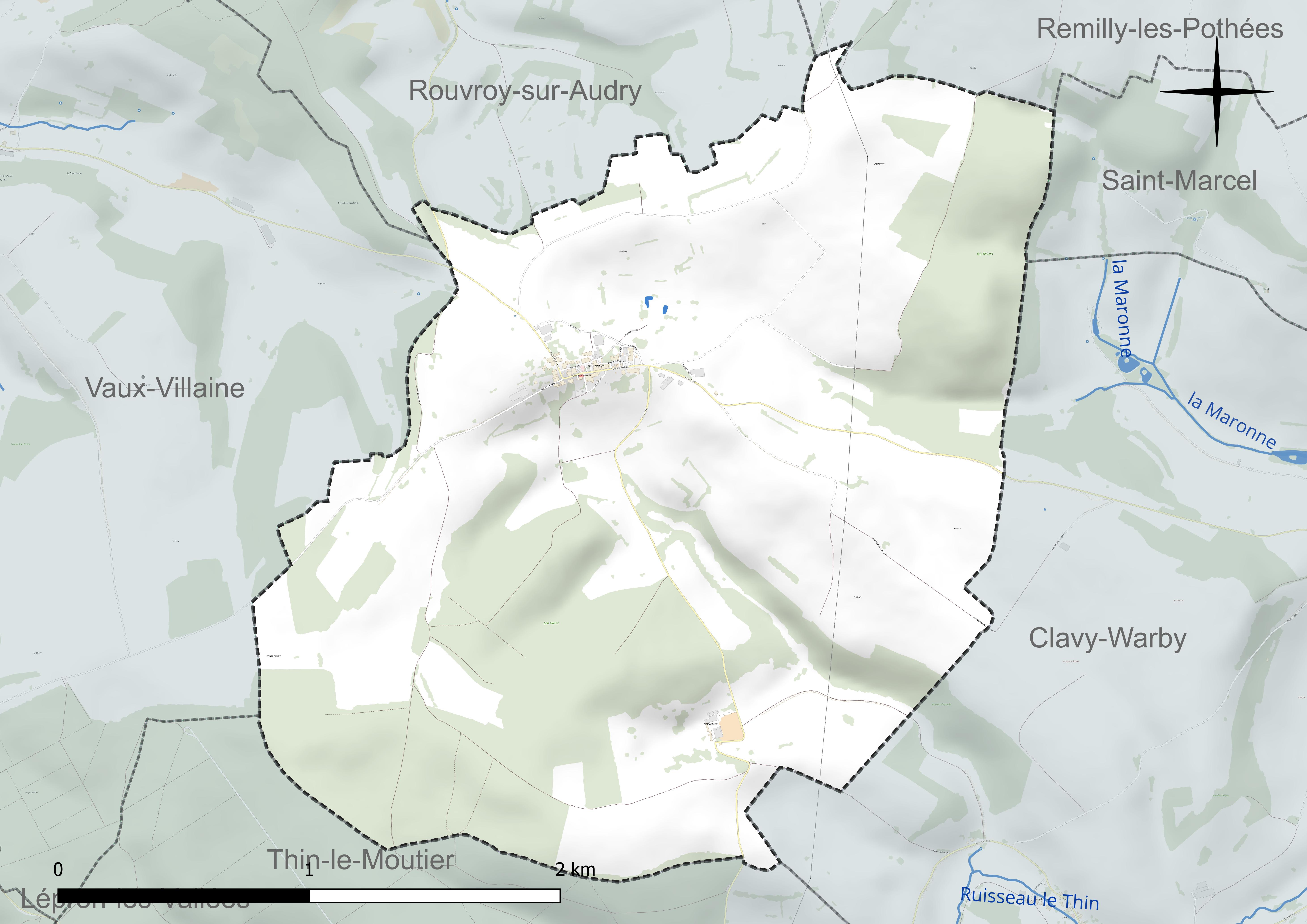
Réseau hydrographique de Neufmaison.

### Climat
Pour des articles plus généraux, voir Climat du Grand Est et Climat des Ardennes.
En 2010, le climat de la commune est de type climat de montagne, selon une étude du Centre national de la recherche scientifique s'appuyant sur une série de données couvrant la période 1971-2000. En 2020, Météo-France publie une typologie des climats de la France métropolitaine dans laquelle la commune est exposée à un climat océanique altéré et est dans la région climatique  Nord-est du bassin Parisien, caractérisée par un ensoleillement médiocre, une pluviométrie moyenne régulièrement répartie au cours de l’année et un hiver froid (3 °C). 
Pour la période 1971-2000, la température annuelle moyenne est de 9,6 °C, avec une amplitude thermique annuelle de 15,5 °C. Le cumul annuel moyen de précipitations est de 1 033 mm, avec 14,1 jours de précipitations en janvier et 9,9 jours en juillet. Pour la période 1991-2020, la température moyenne annuelle observée sur la station météorologique de Météo-France la plus proche, « Signy-l'abbaye », sur la commune de Signy-l'Abbaye à 9 km à vol d'oiseau, est de 10,2 °C et le cumul annuel moyen de précipitations est de 1 060,5 mm. 
La température maximale relevée sur cette station est de 40 °C, atteinte le 25 juillet 2019 ; la température minimale est de −20,5 °C, atteinte le 17 janvier 1985,,. 
Les paramètres climatiques de la commune ont été estimés pour le milieu du siècle (2041-2070) selon différents scénarios d'émission de gaz à effet de serre à partir des nouvelles projections climatiques de référence DRIAS-2020. Ils sont consultables sur un site dédié publié par Météo-France en novembre 2022.

## Urbanisme

### Typologie
Au 1er janvier 2024, Neufmaison est catégorisée commune rurale à habitat dispersé, selon la nouvelle grille communale de densité à 7 niveaux définie par l'Insee en 2022.
Elle est située hors unité urbaine. Par ailleurs la commune fait partie de l'aire d'attraction de Charleville-Mézières, dont elle est une commune de la couronne,. Cette aire, qui regroupe 132 communes, est catégorisée dans les aires de 50 000 à moins de 200 000 habitants,.

### Occupation des sols
L'occupation des sols de la commune, telle qu'elle ressort de la base de données européenne d’occupation biophysique des sols Corine Land Cover (CLC), est marquée par l'importance des territoires agricoles (66 % en 2018), une proportion identique à celle de 1990 (66 %). La répartition détaillée en 2018 est la suivante :
terres arables (34,6 %), forêts (34 %), prairies (27,2 %), zones agricoles hétérogènes (4,2 %). L'évolution de l’occupation des sols de la commune et de ses infrastructures peut être observée sur les différentes représentations cartographiques du territoire : la carte de Cassini (XVIIIe siècle), la carte d'état-major (1820-1866) et les cartes ou photos aériennes de l'IGN pour la période actuelle (1950 à aujourd'hui).

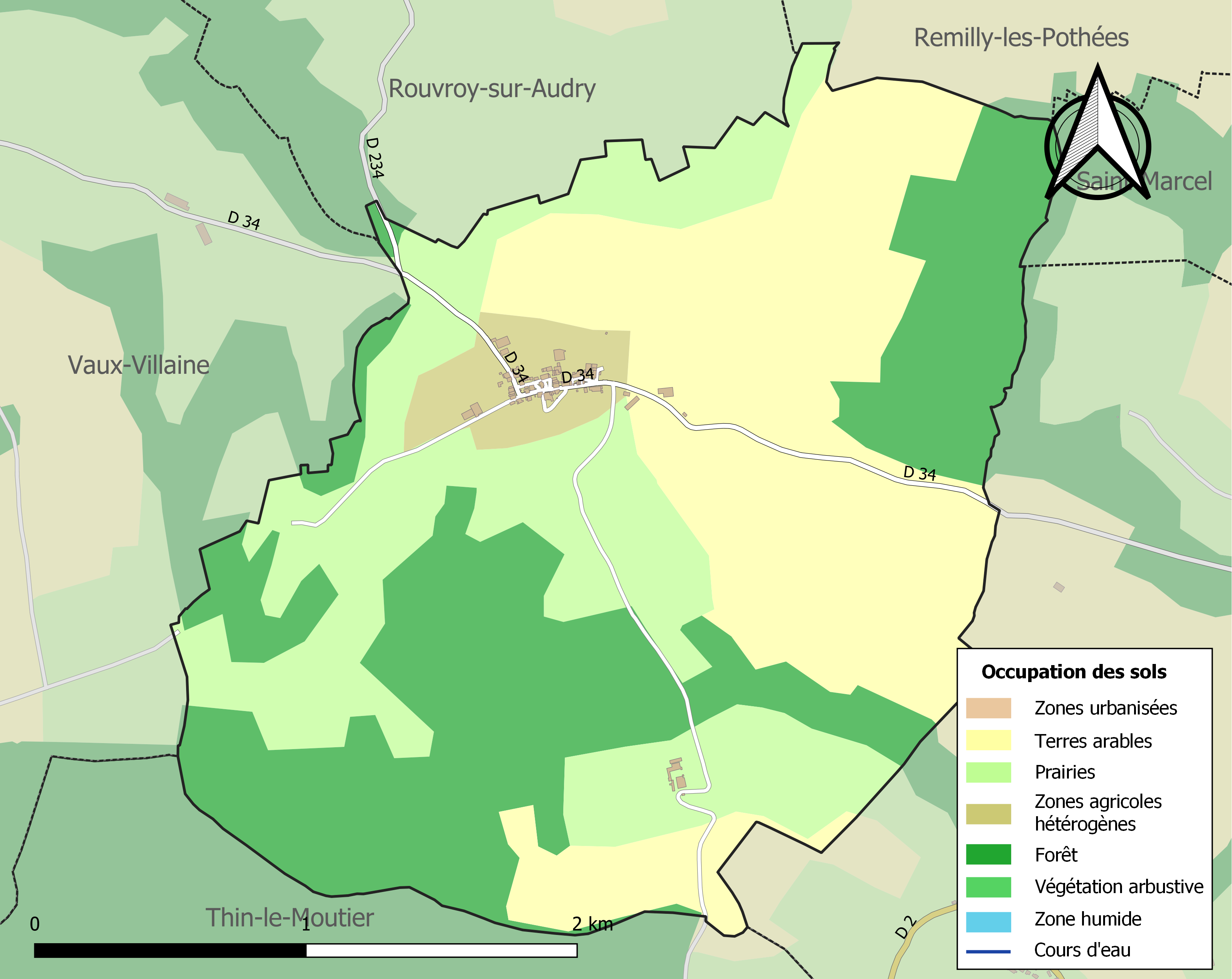
Carte des infrastructures et de l'occupation des sols de la commune en 2018 (CLC).

## Histoire

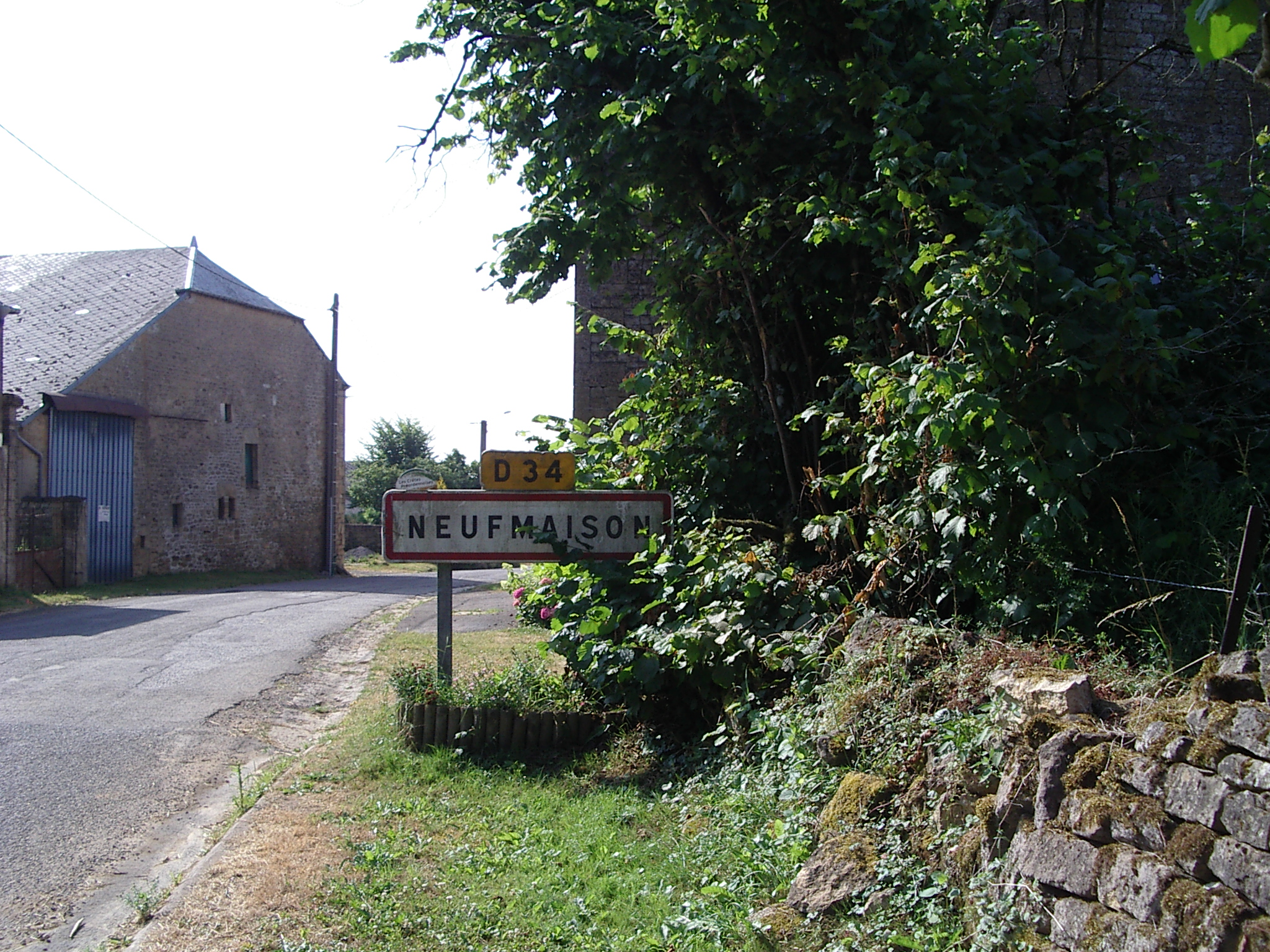
Borne limite de commune.
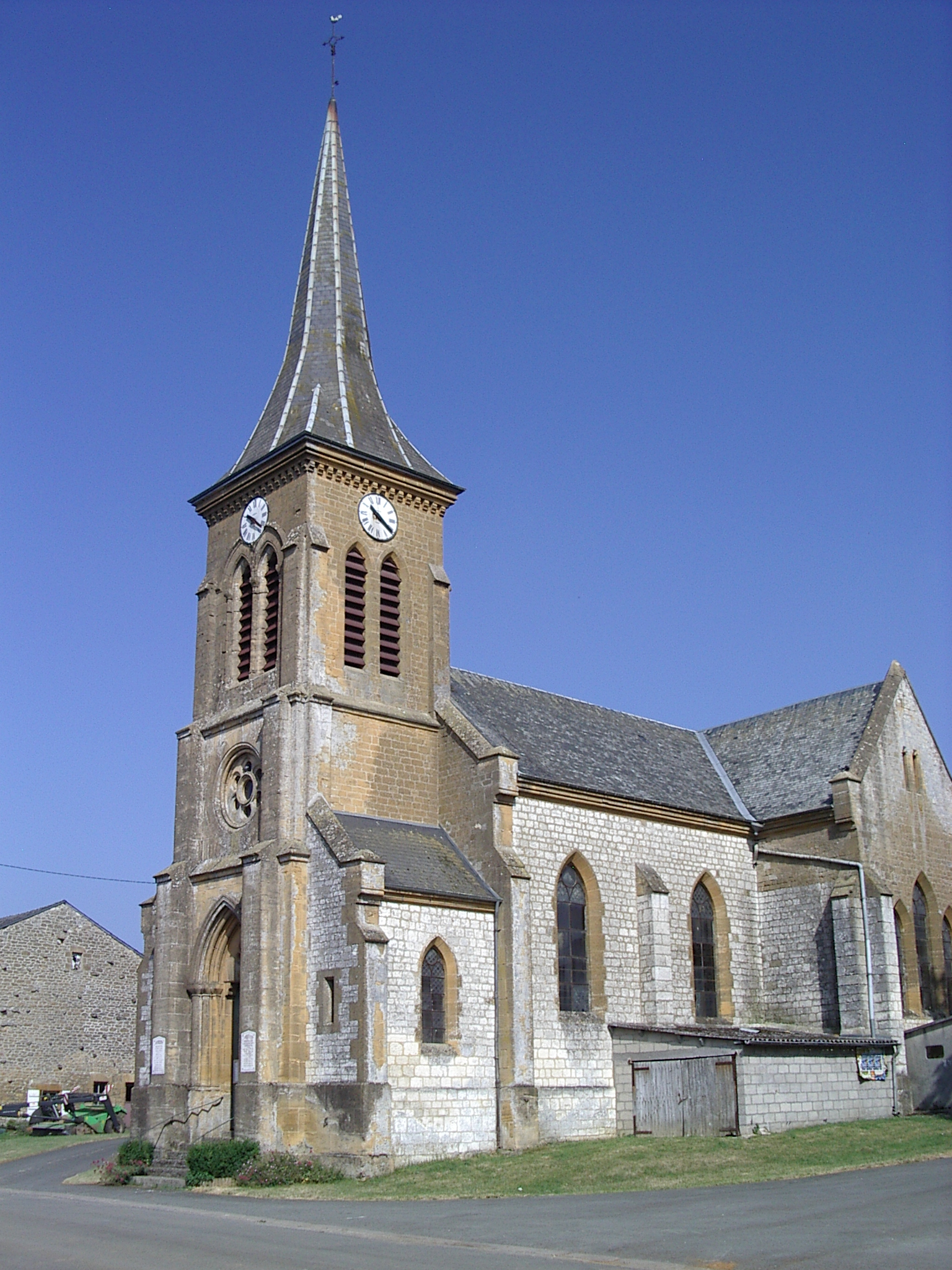
Église.
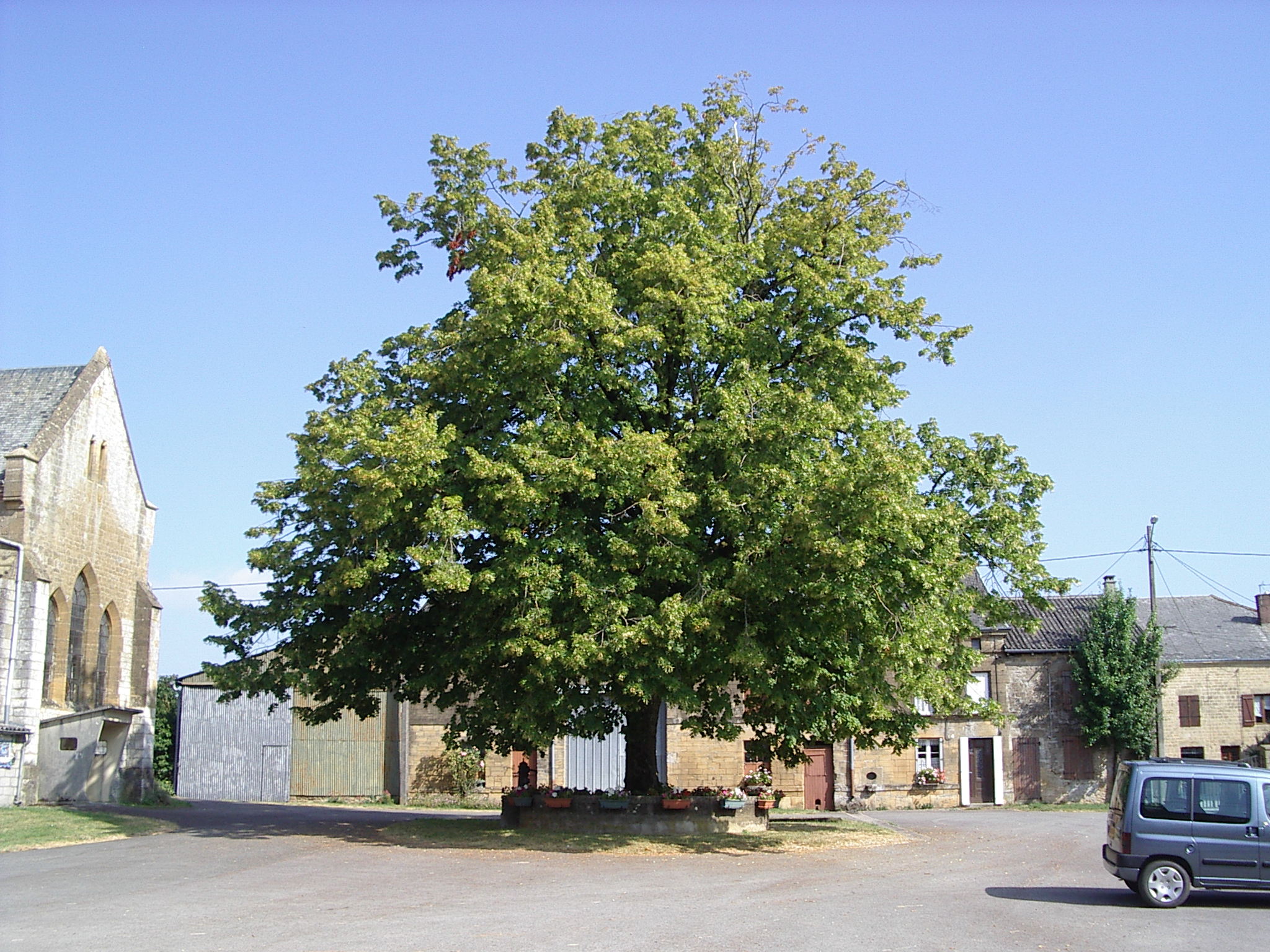
Place de l'Église.
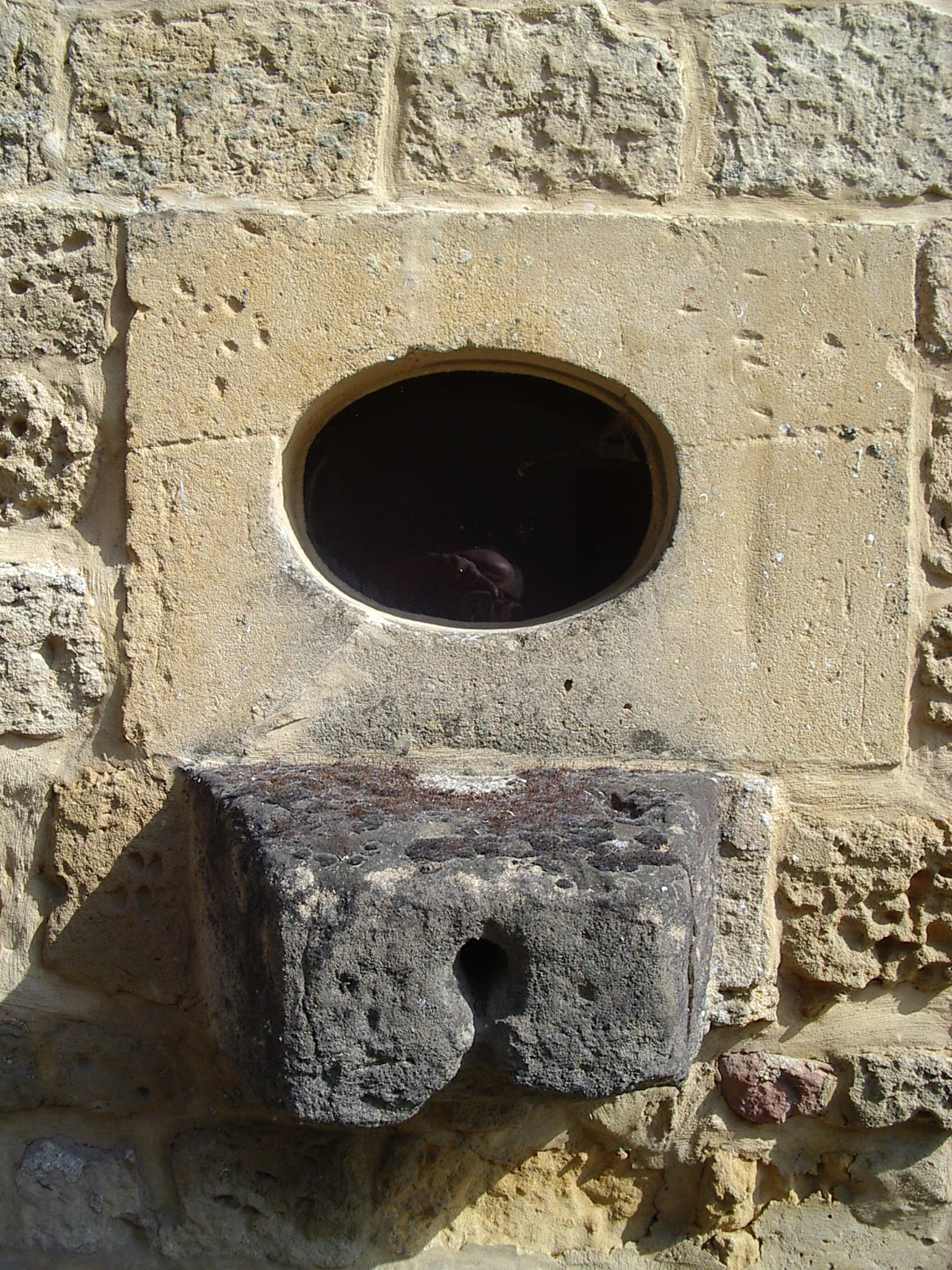
Détail d'une maison.

## Politique et administration
| Période                                  | Période   | Identité                                                 | Étiquette | Qualité |
| ---------------------------------------- | --------- | -------------------------------------------------------- | --------- | --- |
| ?                                        | 1858      | Charles Anastase Gabriel Vicomte puis Comte de Gourjault |           | Ancien commandant de la Garde nationale Rentier, conseiller municipal de Mézières puis maire de Neufmaison propriétaire du château de Valcontant conseiller général du canton de Signy-l'Abbaye (1848-1858) |
| mars 2001                                | mars 2014 | Claude Mazouer                                           |           | |
| mars 2014                                | Juin 2020 | Faustine Habersetzer née Ruffin                          |           | |
| mai 2020                                 | en cours  | Justin Demely                                            |           | Ouvrier agricole |
| Les données manquantes sont à compléter. |           |                                                          |           | |

## Démographie
L'évolution du nombre d'habitants est connue à travers les recensements de la population effectués dans la commune depuis 1793. Pour les communes de moins de 10 000 habitants, une enquête de recensement portant sur toute la population est réalisée tous les cinq ans, les populations de référence des années intermédiaires étant quant à elles estimées par interpolation ou extrapolation. Pour la commune, le premier recensement exhaustif entrant dans le cadre du nouveau dispositif a été réalisé en 2007.

En 2022, la commune comptait 68 habitants, en évolution de +3,03 % par rapport à 2016 (Ardennes : −2,97 %, France hors Mayotte : +2,11 %).
| 1793 | 1800 | 1806 | 1821 | 1831 | 1836 | 1841 | 1846 | 1851 |
| ---- | ---- | ---- | ---- | ---- | ---- | ---- | ---- | ---- |
| 152  | 180  | 161  | 194  | 206  | 189  | 218  | 234  | 245  |

| 1866 | 1872 | 1876 | 1881 | 1886 | 1891 | 1896 | 1901 | 1906 |
| ---- | ---- | ---- | ---- | ---- | ---- | ---- | ---- | ---- |
| 236  | 206  | 200  | 194  | 193  | 176  | 153  | 121  | 116  |

| 1911 | 1921 | 1926 | 1931 | 1936 | 1946 | 1954 | 1962 | 1968 |
| ---- | ---- | ---- | ---- | ---- | ---- | ---- | ---- | ---- |
| 118  | 106  | 98   | 90   | 93   | 81   | 70   | 74   | 77   |

| 1975 | 1982 | 1990 | 1999 | 2006 | 2007 | 2012 | 2017 | 2022 |
| ---- | ---- | ---- | ---- | ---- | ---- | ---- | ---- | ---- |
| 67   | 57   | 50   | 61   | 60   | 60   | 60   | 69   | 68   |

## Cinéma
En 2021, le village de Neufmaison a été choisi pour être le lieu de tournage du film de Mathieu Vadepied "Tirailleurs" avec Omar Sy, il s'est vu métamorphosé pour les besoins du film qui se passe en 1917. Les façades des maisons ont été vieillies, un faux cimetière a été installé, etc.[réf. souhaitée]

## Culture locale et patrimoine

### Lieux et monuments
- Église Saint-Matthieu de Neufmaison.